# رايموندو بيرنابي ناندونغ
رايموندو بيرنابي ناندونغ نكاما روسو (بالبرتغالية: Raymundo Bernabé Nnandong Nchama Russo‏) (مواليد 1991)، هُو مُمثل ومُنتج وكاتب سيناريو غيني استوائي.

## وصلات خارجية
- رايموندو بيرنابي ناندونغ في قاعدة بيانات الأفلام على الإنترنت